# Claudio Núñez
Claudio Patricio Núñez Camaño (né le 16 octobre 1975 à Valparaíso au Chili) est un joueur de football international chilien, qui évoluait au poste d'attaquant.

## Biographie

### Carrière en sélection
Avec l'équipe du Chili, il dispute 31 matchs (pour 4 buts inscrits) entre 1996 et 2003. Il figure notamment dans le groupe des sélectionnés lors des Copa América de 1997 et de 1999.

## Palmarès
- Champion du Chili en 2005 (Tournoi d'ouverture) et 2008 (Tournoi d'ouverture)